# Мініахметов Нурли Мініахметович
Нурли Мініахметович Мініахметов (15 червня 1914 — 9 вересня 1989) — командир відділення 39-го гвардійського окремого саперного батальйону 37-ї гвардійської стрілецької дивізії 65-ї армії Центрального фронту, гвардії молодший сержант, Герой Радянського Союзу.

## Біографія
Нурли Мініахметович Мініахметов народився 15 липня 1914 року в селі Аскіш, нині Караідельского району Башкортостану, в селянській родині. Татарин. У 1929 році закінчив три класи сільської школи. Працював пасічником, головою колгоспу «Кизил Яр». Член ВКП(б)/КПРС з 1950 року.
У 1936 році, а потім в 1941 році призивався в Червону армію Байкибашевским райвійськкоматом Башкирської АРСР. Навчався в Люберцях (Московська область) на десантника.
На фронті з 1942 року. Служив сапером, мінером, розвідником. Був поранений.
Молодший сержант Мініахметов Н.М. відзначився в боях при форсуванні річки Десна. Переправившись під вогнем противника через Десну, він знешкодив близько 80 захованих протитанкових мін, зрізав колючий дріт, виконавши безпечний прохід для наступу наших частин.
Після війни демобілізований. Жив у рідному селі. Працював у колгоспі «Кизил Герой» головою, потім завідувачем пасікою.
Помер 9 вересня 1989 року. Похований у селі Тегерменево Караідельського району Башкортостану.

## Подвиг
«Командир відділення 39-го гвардійського окремого саперного батальйону (37-а гвардійська стрілецька дивізія, 65-а армія, Центральний фронт) гвардії молодший сержант Мініахметов Н. М. при форсуванні річки Десна частинами дивізії в районі на захід від села Собич Шосткинського району Сумської області України 12 вересня 1943 року за тридцять п'ять рейсів переправив на десантної човні на західний берег, зайнятий противником, 370 бійців з озброєнням, 5 гармат і 11 возів з боєприпасами».
Указом Президії Верховної Ради СРСР від 15 січня 1944 року за зразкове виконання бойових завдань командування і проявлені при цьому геройство і мужність гвардії молодшому сержантові Мініахметову Нурли Мініахметовичу присвоєно звання Героя Радянського Союзу з врученням ордена Леніна і медалі «Золота Зірка» (№ 4616).

## Нагороди
- Медаль «Золота Зірка» Героя Радянського Союзу (15.01.1944).
- Орден Леніна (15.01.1944).
- Орден Вітчизняної війни 1-го ступеня (06.04.1985).
- Орден Вітчизняної війни 2-го ступеня (22.09.1943).
- Медаль «За відвагу» (16.09.1943).
- Медаль «За оборону Сталінграда»..
- Медалі.

## Пам'ять
- Колгосп «Кызыл Герой» («Червоний Герой») Республіки Башкортостан названий на честь Н. М. Мініахметова.
- У селі Караідель — районному центрі Караідельського району Башкортостану одна з вулиць носить ім'я Героя.